# Anaximenes (kráter)

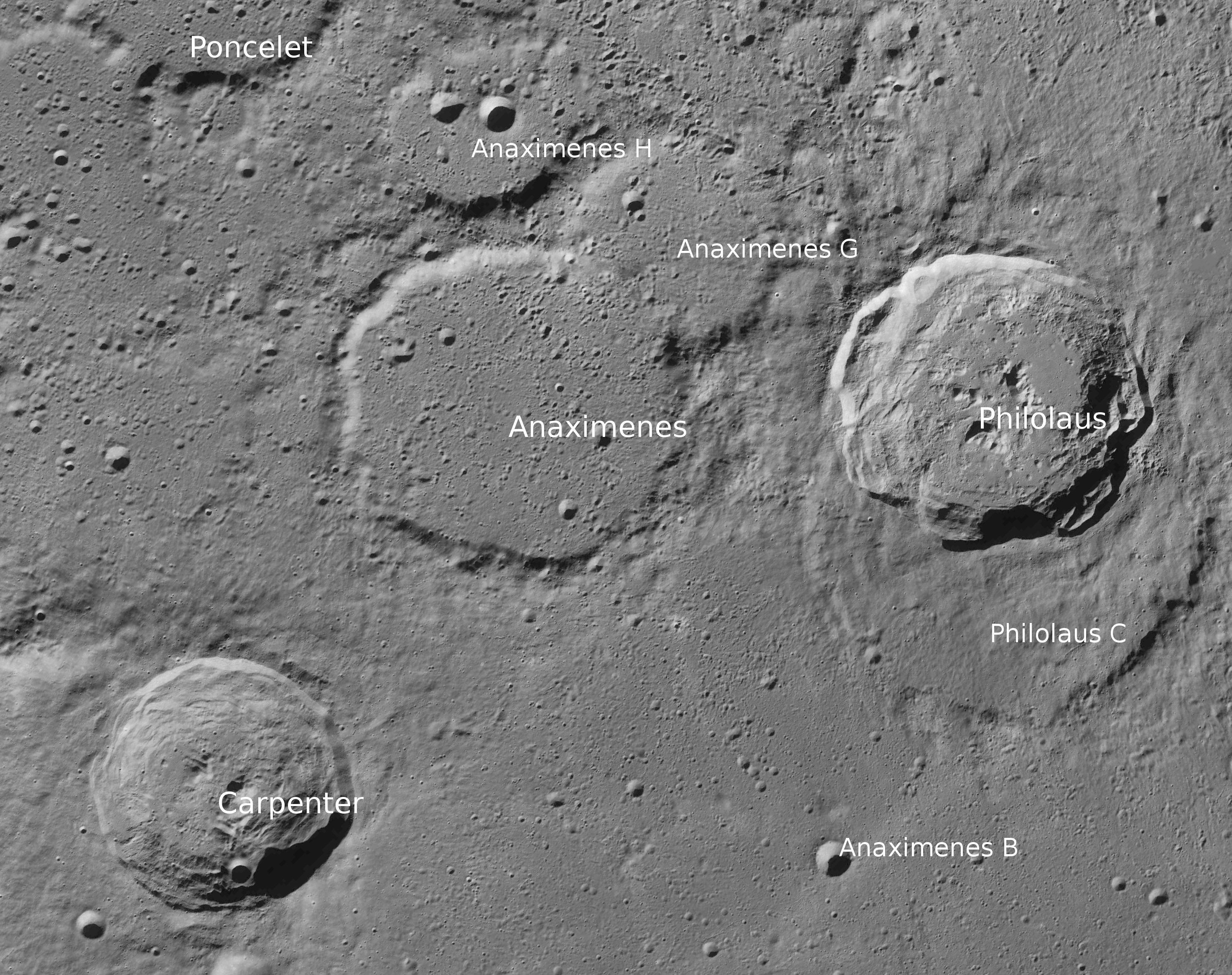
Kráter Anaximenes

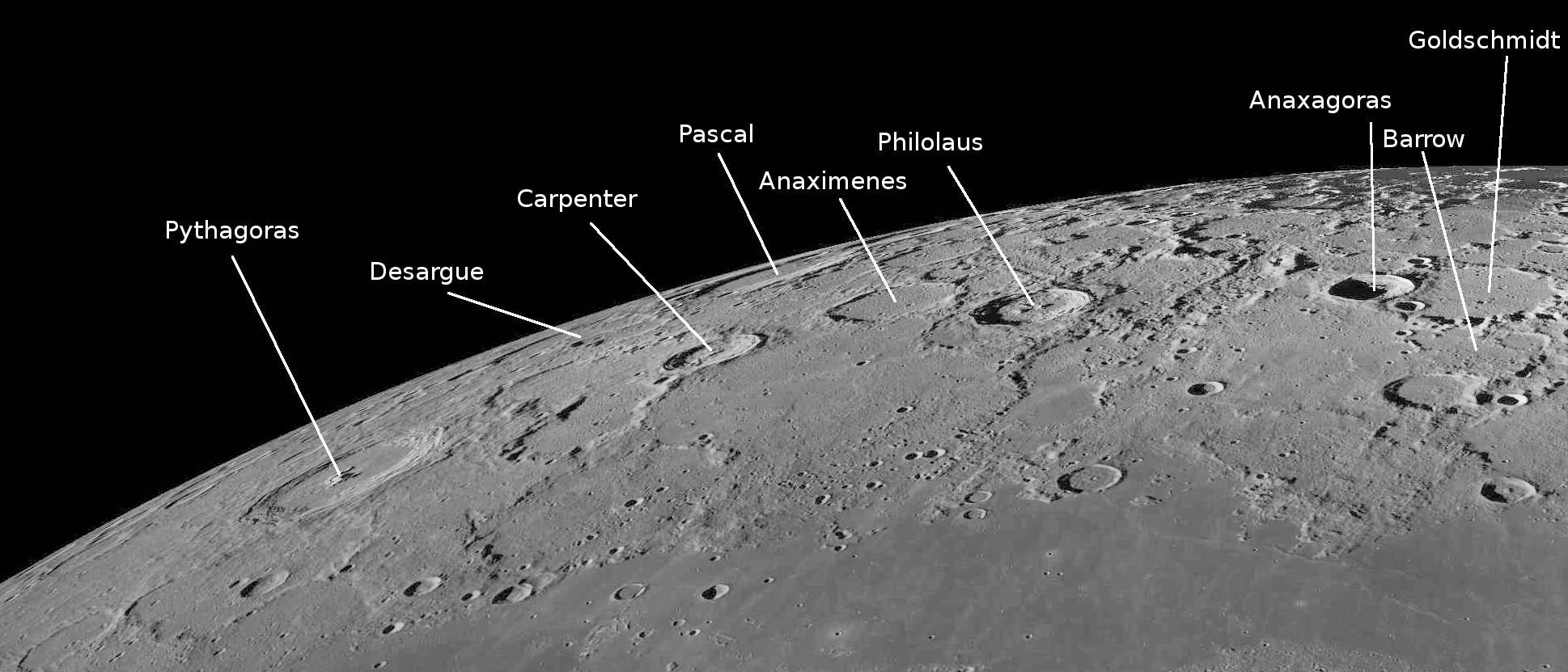
Poloha kráteru Anaximenes

Anaximenes je měsíční kráter s nízkým okrajovým valem nacházející u severo-severozápadního okraje Měsíce na přivrácené straně. Má průměr 80 km, pojmenován byl podle řeckého antického filosofa Anaximena.
Východně leží kráter Philolaus, jihozápadně kráter Carpenter. Severozápadně leží kráter Poncelet a severovýchodně lze nalézt kráter Mouchez.

## Satelitní krátery
V okolí kráteru se nachází několik menších kráterů. Ty byly označeny podle zavedených zvyklostí jménem hlavního kráteru a velkým písmenem abecedy.
| Anaximenes | Sel. šířka | Sel. délka | Průměr |
| ---------- | ---------- | ---------- | ------ |
| B          | 68,8° S    | 37,9° Z    | 9 km   |
| E          | 66,5° S    | 31,4° Z    | 10 km  |
| G          | 73,8° S    | 40,4° Z    | 56 km  |
| H          | 74,6° S    | 45,3° Z    | 43 km  |